# Victor Auguste Dechamps
Victor-Auguste-Isidore Dechamps, född 6 december 1810 i Melle, Belgien, död 29 september 1883 i Mechelen, Belgien, var en belgisk kardinal och politiker. Han var bror till Adolphe Dechamps.
Dechamps blev 1865 biskop av Namur och 1867 ärkebiskop av Mechelen och 1875 kardinal. Han var de belgiska ultramontanernas ledare, och en ivrig förkämpe för Vatikankonciliet för den påvliga ofelbarheten. Hans Oevres complètes utgavs i 14 band 1879.